# Hirschfeldtska huset
Hirschfeldtska huset är ett hus i Sundsvalls stenstad, i korsningen Strandgatan - Storgatan närmast inre hamnen. Huset ritades av Josef Östlihn och uppfördes 1929 av Herman Hirschfeldt, som var bror till Hotel Knausts direktör Zadig Hirschfeldt.